# 演化論的社會影響
演化論的社會影響：達爾文以《物種起源》為研究目標，公開其階段研究演化論，引起政治與社會學家重視，衍生成複雜多義的達爾文主義。
進化論給人文領域帶來了一場顛覆性的革命。在達爾文之前，人們普遍認為人是萬物之靈，並非自然界的一部分，而是超越了自然。例如猶太教及基督教神學把人看成上帝根據自己的形像創造出來的特殊作品，在世界萬物中只有人才被賦予了靈魂，世界萬物都是被創造出來為人服務的，人與其他動物存在不可逾越的鴻溝。

## 基督教
科學和宗教衝突自西方啟蒙時代開始已經爭鬧不休。西方中世紀教會擁有極大的權力，政教是合一的。教會和皇權操控社會一切活動和個人生活細節。學術研究更加不能夠逾越教會正統信仰的教導。基督教教會，包括天主教和宗教改革產生的宗派，相信人是神按神形象創造，人在一切創造物是至為尊貴的。因此，當時的人都是按照聖經的教導解釋所有對自然現象的理解，教會傳統教導是無誤的，天文學﹑地理學﹑生物學、哲學等學科，都是教會權威，不可以挑戰。學術的責任是發展知識服務教會﹑去支持教會和聖經無誤的教導。
西方国家一些宗教团体认为演化论与创世理论有冲突，一些地区的学校甚至不开设演化论的课程。一些地区开设演化论课程是与宗教团体妥协的结果。美國佛州规定必须在公立学校教授演化论，作为一种“理论”。某些基督教團體認為智能設計是同等重要的理論，該理論相信任何世界上的生物都來自一個設計者（改自上帝），在一瞬間全被創造，且這些生物除了為同一創造者造出之外毫無共通之處，即使之間具有差異也不可能改變物種。其理論的基礎是聖經的創世紀。2005年奇茲米勒訴多佛學區案一案。在這案例中原告方提出了證據證明當初智能設計的原稿只是份講解聖經創世紀用的文章，於1987年由作者在爱德华·阿吉拉德一案後，將「創造者」改為「智能因子」的手法舊瓶換新藥的神創論。
有些教派則對於演化論持较为開明的態度。2005年，在美國一封由1萬多名基督教牧師簽名的牧師公開信說：
「⋯⋯我們相信進化論是科學的基本事實，它經受住了嚴格的檢驗，人類許多豐富的知識和成就都建築在這個理論之上。拒絕這個事實，或者認為它只不過是『許多假說中的一種』，是對科學無知的蓄意容忍，而且將把這種無知傳遞給我們的後代。我們相信，能夠進行批判性思維的大腦就是上帝給予我們的珍貴禮物之一，拒絕充分使用這個禮物就是拒絕造物主的意願⋯⋯我們敦促學校董事會成員肯定進化論教學是人類知識的重要部分，並因此維護科學課程的完整性。我們要求，把科學作為科學來對待，把宗教作為宗教來對待，這是兩種不同形式的相互補充的真理。」

有些有宗教信仰的科学家认为“演化论只是阐明了神是如何创造生物的，并非否定创造论。”现代多数教会（包括天主教会）认同此观点。有些教會和生物學家進一步主張神导演化论。

## 中國和日本
中國人傳統上認為天人合一，包括人在內的萬物都是從原始狀態逐步發展來的，具有一定程度樸素的生物轉化、變化、進化思想（與現代進化論有區別，但在那個時代仍不失為一種創見），如《莊子》中《寓言》和《至樂》篇章中談到不同生物的轉化，而且，中國傳統故事中有不少動物通過修煉變成人的故事。西藏一些地區的神話傳說中，就有獼猴逐漸變成人類、人類起源自獼猴的說法。因此，中國人比西方人更容易接受進化論，且許多人認為進化論與中國傳統並無衝突。
日本人則認為進化論與神道教沒有衝突，日本本土的神道教认为大自然本身就具备神格，世上的一切都是神创神造，自然会有一个从低到高的发展进化过程，人的先祖和猿的先祖都来自于神代的神祇，从这一观点出发，接受“人猿同祖”的生物进化理论就可以心安理得了。

## 社會學
达尔文之前的启蒙时代思想家，如黑格尔就认为人类社会的进步经历了不同的发展阶段。早期的思想家认为，斗争是社会生活的天然特征。托马斯·霍布斯在17世纪写成的著作《自然状态》中已经出现达尔文所描述的对自然资源的竞争。
达尔文对进化的独特研讨与其他理论的区别在于：达尔文强调自然对人类的发展的影响高于超自然影响，认为人类像动物一样为生物学法则所约束，特别是人口增长对个体的压力。与霍布斯不同，他相信这种压力使具备某种生理和智力性状的个体常胜于其他个体；随着时间推移，这些特征在种群中的积累会导致新物种出现。此點在後續的基因倫理學仍被不斷地探討。
达尔文觉得“社会本能”如“怜悯”和“道德情感”也通过自然选择而进化，这些进化的结果使他们所在的社会得到增强。他在《人类起源》中表述了这样的观点。所以，达尔文确实相信社会现象也是由自然选择塑造的。
英國哲學家作家赫伯特·斯賓塞提出「社會達爾文主義」，自19世紀持續到第二次世界大戰後形成「社會生物學」。美國歷史學家理查德·霍夫施塔特于1944年出版《社會達爾文主義與美國思維》。在中國，嚴復的《天演論》也採取此觀點，強調物競天擇、優勝劣敗、適者生存等概念。